# 13330 Дондевіс
13330 Дондевіс  (13330 Dondavis) — астероїд головного поясу, відкритий 25 вересня 1998 року.
Тіссеранів параметр щодо Юпітера — 3,197.